# Philips Hue

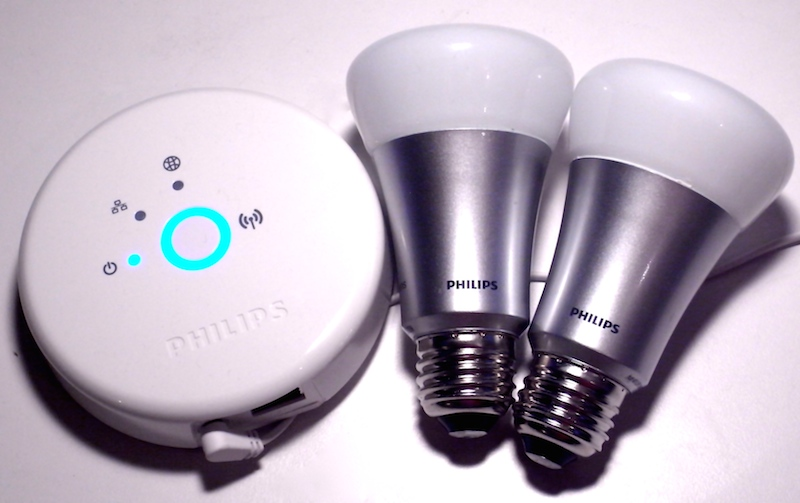
Fig.1 Sistema Philips Hue ː passarel·la i 2 bombetes Led.

Philips Hue és un sistema domòtic de dispositius d'il·luminació connectats mitjançant tecnologia de radiofreqüència i xarxa local Ethernet. Forma part dels sistemes anomenats d'internet de les coses. Va ser creat per l'empresa Philips l'any 2012.

## Història i versions
- 2012 : creació del sistema format per una passarel·la (gateway) i bombetes Led.[6][7]
- 2015 : primera actualització del sistema. Compatibiltzació amb el sistema domòtic d'Apple anomenat homekit. Augment de la intensitat de llum en les bombetes.[8]
- 2016 : segona actualització del sistema. Augment de la qualitat de color en les bombetes.

## Concepte
- La comunicació entre les bombetes i entre la passarel·la i les bombetes es realitza a través del protocol ZigBee.
- La passarel·la permet la comunicació entre el món de la xarxa internet i el sistema domòtic d'il·luminació.
- Productes del sistema :[9]
  - Passarel·la de comunicacions ZigBee-Ethernet.
  - Bombetes de tecnologia Led de diferents mides, formes i potències en llum blanca i color.
  - Tap switch : interruptor multifuncional sense fils i sense bateries.
  - Dimmer switch : interruptor multifuncional sense fils i sense bateries.
  - Sensor de moviment sense fils.